# Kibara olivaeformis
Kibara olivaeformis är en tvåhjärtbladig växtart som beskrevs av Odoardo Beccari. Kibara olivaeformis ingår i släktet Kibara och familjen Monimiaceae. Inga underarter finns listade i Catalogue of Life.